# 辣子鸡

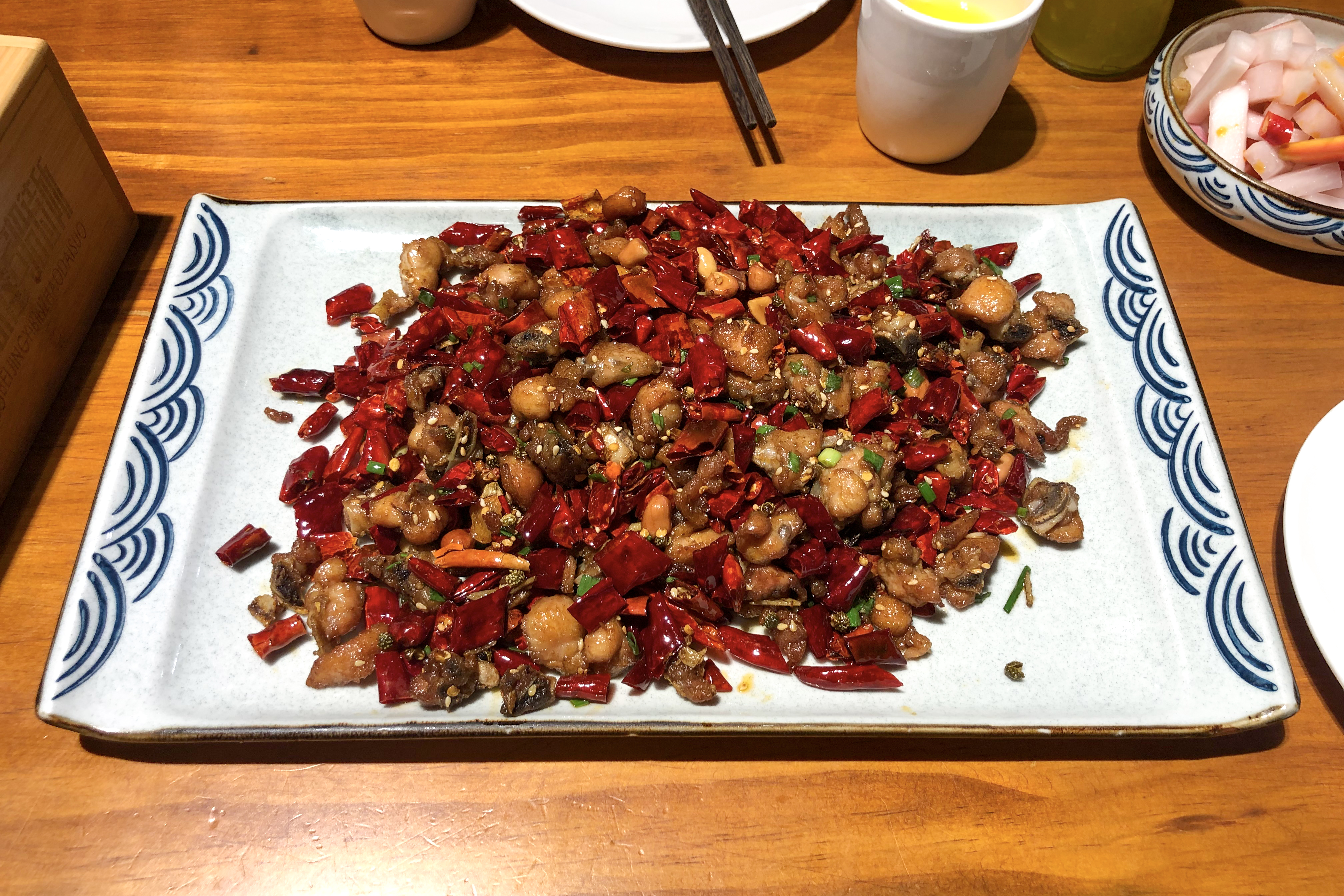
辣子鸡

辣子鸡，又名辣子鸡丁，起源于重庆，所以也称重庆辣子鸡或歌乐山辣子鸡，是下河帮川菜的辣子系列代表。

## 特点
特点是麻辣中透着鲜香。鸡块外焦里嫩，麻辣爽口。装盘时一般将葱薑挑出，并掺杂炸好的米饼做点缀。